# Pablo Munhoz
Pablo Roberto Munhoz (Montevideo, 31. kolovoza 1982.), urugvajski nogometaš koji nastupa za brazilski Atlético Catalano.
Karijeru je započeo u urugvajskom Defensor Sportingu, gdje je igrao 2 sezone. Nakon toga primijetio ga je splitski Hajduk, te s njim na ljeto 2004. godine potpisao vrlo bogati ugovor, koji je par sezona bio među najvećima u klubu. Doveden je kao veliko pojačanje, te su mnogi već nakon prvog njegovog treninga govorili o sjajnim driblinzima i neuhvatljivoj brzini. Ipak, u prvenstvu je u 17 utakmica uspio postići tek 3 pogotka, iako su ga treneri micali s pozicija desnog krila na napadača i obrnuto. 
Naredne sezone čekao se njegov bljesak, ali, dok je Hajduk igrao najlošije otkad je 1. HNL i sam "Munja" se iskazao lošom igrom, a nekad i problematičnim ponašanjem na terenu, pa je tako u Velikoj protiv Kamen Ingrada pri rezultatu 0:0 zaradio crveni karton, i to 7-8 minuta nakon ulaska u igru. Hajduk je kasnije primio gol i izgubio važne bodove. Već na zimu ga je trener Ivan Gudelj stavio na transfer listu i zajedno s još šestoricom odvojio od ostatka momčadi. No, tada Hajduk neke svoje igrače, prema riječima menadžera, nije mogao ni pokloniti, a kamoli prodati. Munhoz je ostao, a kada je došao Luka Bonačić vratio se u momčad. No, na ljeto je njegov odlazak bio siguran, a sam Bonačić optuživao ga je da samo misli na plaću, koju igrom nikako ne zaslužuje. Spominjale su se neki meksički klubovi, no, novi trener Zoran Vulić, na iznenađenje svih, ostavio je urugvajca u momčadi. 
Naredne sezone, njegove treće u Hajduku, Munhoza je Vulić posve preporodio. Iako nije imao veliki utjecaj na igru kluba, kako se prvotno očekivalo, pokazao je napredak. Vulić ga je volio koristiti kao đokera s klupe, te je Munhoz na taj način koji put i riješio utakmicu. S 5 golova bio je drugi strijelac kluba na polusezoni, iza Mladena Bartolovića, te je stekao i naklonost navijača. Također je postigao i pogodak u derbiju na Poljudu, i to iz jedanaesterca 10 minuta prije kraja utakmice, za konačnih 2:2. Po koncu sezone, ugovor mu ipak nije produžen te je napustio Split. 
Statistika u Hajduku
| Natjecanje        | Nastupi | Zgoditci |
| ----------------- | ------- | -------- |
| Prvenstvo         | 50      | 10       |
| Kup               | 9       | 1        |
| Superkup          | 2       | 0        |
| Međunarodne       | 2       | 0        |
| Splitski podsavez | 0       | 0        |
| Ukupno            | 63      | 11       |
| Prijateljske      | 11      | 9        |
| Sveukupno         | 74      | 20       |

## Vanjske poveznice
- Profil Transfermarkt